# Julius Frankenberger

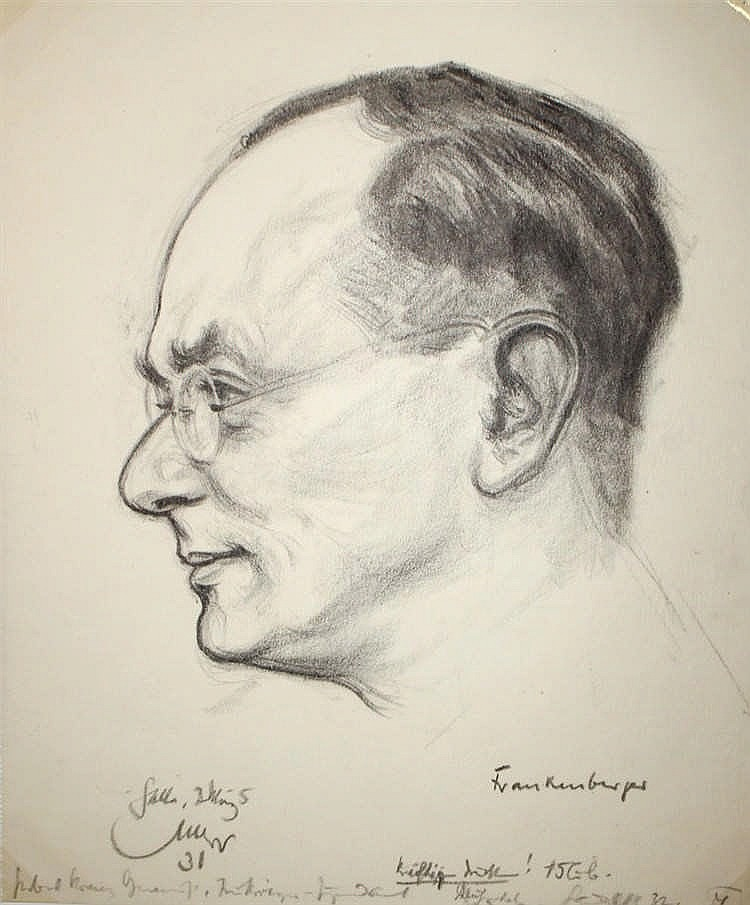
Julius Frankenberger; Zeichnung von Emil Stumpp, 1931

Julius Frankenberger (* 3. Juli 1888 in Bürgel; † 3. Juli 1943 in Berlin) war ein deutscher Literaturwissenschaftler, Übersetzer und Hochschullehrer.
Frankenberger war der Sohn eines Werkmeisters bei den Optik-Werken Carl-Zeiss-Jena. Er legte das Abitur 1907 in Weimar ab und studierte Germanistik und Anglistik in Jena, wo er 1910 zum Dr. phil. bei Wolfgang Keller promoviert wurde. Angeregt hatte das Thema der Pädagoge Herman Nohl, als dessen Schüler Frankenberger galt. Von 1910 bis 1912 arbeitete er als Verlagslektor bei Eugen Diederichs in Jena und gehörte zum Serakreis. Dann diente er im Ersten Weltkrieg, zuletzt als Leutnant. 1918 wurde er Studienrat am Goethe-Gymnasium (Frankfurt am Main), 1929 zum Professor an die Pädagogische Akademie in Hannover berufen. 1930 wechselte er als Direktor an die neue Pädagogische Akademie Halle (Saale), wo er 1933 beurlaubt wurde. Die Akademie wurde 1934 geschlossen sowie unter dem neuen nationalsozialistischen Direktor Herbert Freudenthal nach Hirschberg (Schlesien) verlagert. Frankenberger wurde 1934–1938 Studienrat in Neuhaldensleben und ab 1939 Mitarbeiter des Auswärtigen Amtes in Berlin. Nebenbei hatte er einen Lehrauftrag für Englisch an der Friedrich-Wilhelms-Universität zu Berlin an der Auslandswissenschaftlichen Fakultät, die dem Reichssicherheitshauptamt unter Franz Alfred Six zugeordnet war. Ab 1942 war Frankenberger wegen Krankheit nicht mehr dienstfähig.
Frankenberger übersetzte im Auftrag Diederichs’ u. a. die philosophischen Texte Henri Bergsons Das Lachen (zuerst 1914, mit Walter Fränzel) sowie Materie und Gedächtnis aus dem Französischen ins Deutsche. Auch interpretierte er tiefgehend Goethes Faust II.

## Schriften
- Jane Austen und die Entwicklung des englischen bürgerlichen Romans im 18. Jahrhundert, 1910 [=Dissertation in Jena]
- Jugend und Bühne, mit Ludwig Pallat, 1924
- Walpurgis. Zur Kunstgestalt von Goethes Faust, 1926